# 东屋五郎
东屋五郎（英語：Azumaya Goro, 1920年2月26日—2010年7月8日）是一位日本数学家。

## 生平
1920年出生于日本神奈川县横滨市，1944年获得东京大学学士学位，师从弥永昌吉。1949年获得名古屋大学博士学位。之后留校任教，1953年加入北海道大学担任副教授，1956年升任教授。1968年加入印第安那大學担任教授。

## 荣誉
1949年和中山正共同获得第二回中日文化奖。